# Campeonato Mundial de Balonmano Masculino Junior de 2023
El XXIII Campeonato Mundial de Balonmano Masculino Junior se realizó en Alemania y Grecia, entre el 20 de junio y el 2 de julio de 2023, bajo la organización de la IHF.

## Proceso de Licitación
Dos naciones presentaron una oferta para albergar el torneo:
- Croacia
- Alemania

Croacia luego retiró su oferta. El torneo fue otorgado a Alemania por el Consejo de la IHF en su reunión celebrada en El Cairo, Egipto, el 28 de febrero de 2020.
En mayo/junio de 2021, la Federación Helénica de Balonmano (Grecia) se acercó a la Federación Alemana de Balonmano con la solicitud de copatrocinar el Campeonato Mundial Junior de Balonmano Masculino de 2023 debido a la cancelación del Campeonato Mundial Juvenil de Balonmano Masculino de 2021, que se suponía que sería organizado por Grecia. El 15 de julio de 2021, el Consejo de la IHF aprobó por unanimidad la solicitud de Alemania y Grecia de ser coanfitriones del evento

## Clasificación
| Competición                                                              | Fecha                        | Sede                         | Plazas | Equipos clasificados                                                                   |
| ------------------------------------------------------------------------ | ---------------------------- | ---------------------------- | ------ | -------------------------------------------------------------------------------------- |
| Países anfitriones                                                       | —                            | —                            | 2      | Grecia Alemania                                                                        |
| Campeonato Europeo Junior de Balonmano Masculino                         | 7 – 17 de julio de 2022      | Porto ( Portugal)            | 10     | Dinamarca Islas Feroe Francia Hungría Islandia Portugal Serbia Eslovenia España Suecia |
| Campeonato Asiático Junior de Balonmano Masculino                        | 15 – 24 de julio de 2022     | Ciudad Isa ( Baréin)         | 4      | Baréin Japón Kuwait Arabia Saudita                                                     |
| Campeonato Africano Junior de Balonmano Masculino                        | 20 – 27 de agosto de 2022    | Kigali ( Ruanda)             | 6      | Egipto Argelia Angola Libia Marruecos Túnez                                            |
| Campeonato Sur-Centro Junior de Balonmano Masculino                      | 8 – 12 de noviembre de 2022  | Buenos Aires ( Argentina)    | 4      | Argentina Brasil Chile Costa Rica                                                      |
| Trofeo Desafío de Balonmano Masculino de Oceanía 2022                    | 5 – 9 de diciembre de 2022   | Rarotonga ( Islas Cook)      |        | Australia                                                                              |
| Campeonato de América del Norte y Caribeño Junior de Balonmano Masculino | 12 – 17 de diciembre de 2022 | Ciudad de México · ( México) | 2      | Estados Unidos Cuba                                                                    |
| Torneo Clasificatorio Europeo                                            | 6 – 8 de enero de 2023       | Chieti · ( Italia)           | 2      | Croacia Polonia                                                                        |
| Reasignación                                                             | 7 de febrero de 2023         | —                            | 1      | Noruega                                                                                |
| Trofeo Intercontinental IHF 2023                                         | 7 – 11 de marzo de 2023      | San José · ( Costa Rica)     | 1      | Guinea                                                                                 |
| Reemplazo                                                                | 28 de marzo de 2023          | -                            | 1      | Groenlandia                                                                            |
| TOTAL                                                                    |                              |                              | 32     | 32                                                                                     |

- Groenlandia reemplazó a Guinea, quien se retiró antes del torneo, luego de que México rechazara la invitación.[4]

## Sorteo
El sorteo tuvo lugar el 17 de enero de 2023 en Katowice.
| Pot 1                                                        | Pot 2                                                                   | Pot 3                                                  | Pot 4                                                                          |
| ------------------------------------------------------------ | ----------------------------------------------------------------------- | ------------------------------------------------------ | ------------------------------------------------------------------------------ |
| España Portugal Egipto Serbia Suecia Hungría Argelia Francia | Alemania Dinamarca Eslovenia Brasil Islas Feroe Grecia Islandia Polonia | Japón Baréin Kuwait Túnez Argentina Chile Cuba Croacia | Noruega Angola Marruecos Libia Costa Rica Arabia Saudita Estados Unidos Guinea |

## Árbitros
Las parejas de árbitros fueron seleccionadas el 8 de mayo de 2023.
| País                 | Árbitros                         |
| -------------------- | -------------------------------- |
| Argelia              | Youcef Belkhiri Sid Ali Hamidi   |
| Austria              | Denis Bolic Christoph Hurich     |
| Bosnia y Herzegovina | Amar Konjičanin Dino Konjičanin  |
| Brasil               | Daniel Magalhães Henrique Godoy  |
| Bulgaria             | Georgi Doychinov Yulian Goretsov |
| China                | Xu Xiang Liu Yu                  |
| Croacia              | Ante Mikelić Petar Paradina      |
| Egipto               | Hamdy Mahmoud Mahmoud El-Beltagy |
| Francia              | Karim Gasmi Raouf Gasmi          |
| Francia              | Titouan Picard Pierre Vauchez    |
| Alemania             | Christian Hannes David Hannes    |
| Hungría              | Ádám Bíró Olivér Kiss            |
| Irán                 | Amir Gheisarian Ahmad Gheisarian |

| País                | Árbitros                             |
| ------------------- | ------------------------------------ |
| Macedonia del Norte | Danielo Bozhinovski Viktor Nachevski |
| Montenegro          | Novica Mitrović Miljan Vešović       |
| Noruega             | Eskil Braseth Leif André Sundet      |
| Omán                | Khamis Al-Wahibi Omer Al-Shahi       |
| Rumania             | Cristina Lovin Simona Stancu         |
| Rumania             | Mihai Pirvu Radu Potirniche          |
| Serbia              | Marko Sekulić Vladimir Jovandić      |
| Eslovaquia          | Andrej Budzák Michal Záhradník       |
| Uruguay             | Mathías Sosa Cristian Lemes          |

## Primera Fase
Los primeros dos de cada grupo clasificaron a la Main Round, mientras que el resto jugó por la Copa Presidente.

### Grupo A
| Equipo         | PTS | J | G | E | P | GF  | GC  | DG  | Clasificación   |
| -------------- | --- | - | - | - | - | --- | --- | --- | --------------- |
| Croacia        | 5   | 3 | 2 | 1 | 0 | 105 | 79  | +26 | Main Round      |
| Francia        | 4   | 3 | 2 | 0 | 1 | 108 | 77  | +31 | Main Round      |
| Polonia        | 3   | 3 | 1 | 1 | 1 | 110 | 89  | +21 | Copa Presidente |
| Estados Unidos | 0   | 3 | 0 | 0 | 3 | 62  | 140 | -73 | Copa Presidente |

#### Resultados
| Fecha | Hora  |                |   |                | Resultado |
| ----- | ----- | -------------- | - | -------------- | --------- |
| 20.06 | 13:15 | Polonia        | - | Estados Unidos | 47-22     |
| 20.06 | 19:30 | Francia        | - | Croacia        | 26-27     |
| 22.06 | 17:15 | Polonia        | - | Croacia        | 30-30     |
| 22.06 | 19:30 | Estados Unidos | - | Francia        | 17-45     |
| 23.06 | 15:30 | Croacia        | - | Estados Unidos | 48-23     |
| 23.06 | 18:00 | Francia        | - | Polonia        | 37-33     |

### Grupo B
| Equipo   | PTS | J | G | E | P | GF  | GC | DG  | Clasificación   |
| -------- | --- | - | - | - | - | --- | -- | --- | --------------- |
| Alemania | 6   | 3 | 3 | 0 | 0 | 114 | 67 | +47 | Main Round      |
| Túnez    | 4   | 3 | 2 | 0 | 1 | 89  | 90 | -1  | Main Round      |
| Argelia  | 2   | 3 | 1 | 0 | 2 | 71  | 79 | -8  | Copa Presidente |
| Libia    | 0   | 3 | 0 | 0 | 3 | 55  | 93 | -38 | Copa Presidente |

#### Resultados
| Fecha | Hora  |          |   |          | Resultado |
| ----- | ----- | -------- | - | -------- | --------- |
| 20.06 | 13:15 | Argelia  | - | Túnez    | 22-27     |
| 20.06 | 19:30 | Alemania | - | Libia    | 35-14     |
| 21.06 | 15:30 | Libia    | - | Argelia  | 19-27     |
| 21.06 | 19:30 | Alemania | - | Túnez    | 46-31     |
| 23.06 | 13:15 | Túnez    | - | Libia    | 31-22     |
| 23.06 | 18:00 | Argelia  | - | Alemania | 22-33     |

### Grupo C
| Equipo     | PTS | J | G | E | P | GF  | GC  | DG  | Clasificación   |
| ---------- | --- | - | - | - | - | --- | --- | --- | --------------- |
| Portugal   | 6   | 3 | 3 | 0 | 0 | 114 | 62  | +52 | Main Round      |
| Brasil     | 4   | 3 | 2 | 0 | 1 | 86  | 64  | +22 | Main Round      |
| Kuwait     | 2   | 3 | 1 | 0 | 2 | 83  | 92  | -9  | Copa Presidente |
| Costa Rica | 0   | 3 | 0 | 0 | 3 | 66  | 131 | -65 | Copa Presidente |

#### Resultados
| Fecha | Hora  |            |   |            | Resultado |
| ----- | ----- | ---------- | - | ---------- | --------- |
| 20.06 | 09:00 | Portugal   | - | Kuwait     | 35-22     |
| 20.06 | 17:15 | Brasil     | - | Costa Rica | 38-17     |
| 21.06 | 13:15 | Costa Rica | - | Portugal   | 21-52     |
| 21.06 | 20:15 | Brasil     | - | Kuwait     | 29-20     |
| 23.06 | 15:30 | Kuwait     | - | Costa Rica | 41-28     |
| 23.06 | 20:15 | Portugal   | - | Brasil     | 27-19     |

### Grupo D
| Equipo      | PTS | J | G | E | P | GF  | GC  | DG  | Clasificación   |
| ----------- | --- | - | - | - | - | --- | --- | --- | --------------- |
| Islas Feroe | 6   | 3 | 3 | 0 | 0 | 107 | 86  | +21 | Main Round      |
| España      | 4   | 3 | 2 | 0 | 1 | 108 | 90  | +18 | Main Round      |
| Japón       | 2   | 3 | 1 | 0 | 2 | 95  | 115 | -20 | Copa Presidente |
| Angola      | 0   | 3 | 0 | 0 | 3 | 81  | 101 | -20 | Copa Presidente |

#### Resultados
| Fecha | Hora  |             |   |             | Resultado |
| ----- | ----- | ----------- | - | ----------- | --------- |
| 20.06 | 11:00 | Islas Feroe | - | Angola      | 34-21     |
| 20.06 | 17:15 | España      | - | Japón       | 43-28     |
| 22.06 | 11:00 | Islas Feroe | - | Japón       | 39-34     |
| 22.06 | 13:15 | Angola      | - | España      | 28-34     |
| 23.06 | 13:15 | Japón       | - | Angola      | 33-32     |
| 23.06 | 20:15 | España      | - | Islas Feroe | 31-34     |

### Grupo E
| Equipo    | PTS | J | G | E | P | GF | GC | DG  | Clasificación   |
| --------- | --- | - | - | - | - | -- | -- | --- | --------------- |
| Hungría   | 6   | 3 | 3 | 0 | 0 | 94 | 72 | +22 | Main Round      |
| Dinamarca | 4   | 3 | 2 | 0 | 1 | 92 | 83 | +9  | Main Round      |
| Noruega   | 2   | 3 | 1 | 0 | 2 | 76 | 95 | -19 | Copa Presidente |
| Argentina | 0   | 3 | 0 | 0 | 3 | 81 | 93 | -12 | Copa Presidente |

#### Resultados
| Fecha      | Hora  |           |   |           | Resultado |
| ---------- | ----- | --------- | - | --------- | --------- |
| 20.06      | 13:15 | Hungría   | - | Argentina | 30-22     |
| 20.06      | 18:00 | Dinamarca | - | Noruega   | 33-22     |
| 22.06      | 13:15 | Noruega   | - | Hungría   | 22-31     |
| 22.06      | 18:00 | Argentina | - | Dinamarca | 28-31     |
| 23.06.2023 | 15:30 | Argentina | - | Noruega   | 31-32     |
| 23.06      | 20:15 | Hungría   | - | Dinamarca | 33-28     |

### Grupo F
| Equipo      | PTS | J | G | E | P | GF  | GC  | DG   | Clasificación   |
| ----------- | --- | - | - | - | - | --- | --- | ---- | --------------- |
| Suecia      | 6   | 3 | 3 | 0 | 0 | 123 | 54  | +64  | Main Round      |
| Baréin      | 3   | 3 | 1 | 1 | 1 | 106 | 77  | +29  | Main Round      |
| Eslovenia   | 3   | 3 | 1 | 1 | 1 | 102 | 90  | +12  | Copa Presidente |
| Groenlandia | 0   | 3 | 0 | 0 | 3 | 48  | 161 | -103 | Copa Presidente |

#### Resultados
| Fecha | Hora  |             |   |             | Resultado |
| ----- | ----- | ----------- | - | ----------- | --------- |
| 20.06 | 11:00 | Eslovenia   | - | Groenlandia | 48-23     |
| 20.06 | 15:45 | Suecia      | - | Baréin      | 35-17     |
| 22.06 | 11:00 | Eslovenia   | - | Baréin      | 29-29     |
| 22.06 | 15:45 | Groenlandia | - | Suecia      | 12-50     |
| 23.06 | 13:15 | Baréin      | - | Groenlandia | 63-13     |
| 23.06 | 18:00 | Suecia      | - | Eslovenia   | 38-25     |

### Grupo G
| Equipo    | PTS | J | G | E | P | GF  | GC  | DG  | Clasificación   |
| --------- | --- | - | - | - | - | --- | --- | --- | --------------- |
| Islandia  | 6   | 3 | 3 | 0 | 0 | 84  | 62  | +22 | Main Round      |
| Serbia    | 4   | 3 | 2 | 0 | 1 | 108 | 65  | +43 | Main Round      |
| Marruecos | 2   | 3 | 1 | 0 | 2 | 59  | 74  | -15 | Copa Presidente |
| Chile     | 0   | 3 | 0 | 0 | 3 | 49  | 100 | -51 | Copa Presidente |

#### Resultados
| Fecha | Hora  |           |   |           | Resultado |
| ----- | ----- | --------- | - | --------- | --------- |
| 20.06 | 11:00 | Islandia  | - | Marruecos | 17-15     |
| 20.06 | 15:45 | Serbia    | - | Chile     | 41-13     |
| 21.06 | 13:15 | Islandia  | - | Chile     | 35-18     |
| 21.06 | 20:15 | Marruecos | - | Serbia    | 20-38     |
| 23.06 | 13:15 | Marruecos | - | Chile     | 24-18     |
| 23.06 | 20:15 | Serbia    | - | Islandia  | 29-32     |

### Grupo H
| Equipo         | PTS | J | G | E | P | GF  | GC  | DG  | Clasificación   |
| -------------- | --- | - | - | - | - | --- | --- | --- | --------------- |
| Egipto         | 6   | 3 | 3 | 0 | 0 | 123 | 92  | +31 | Main Round      |
| Grecia         | 4   | 3 | 2 | 0 | 1 | 103 | 84  | +19 | Main Round      |
| Arabia Saudita | 2   | 3 | 1 | 0 | 2 | 84  | 102 | -18 | Copa Presidente |
| Cuba           | 0   | 3 | 0 | 0 | 3 | 81  | 115 | -34 | Copa Presidente |

#### Resultados
| Fecha | Hora  |                |   |                | Resultado |
| ----- | ----- | -------------- | - | -------------- | --------- |
| 20.06 | 13:15 | Egipto         | - | Cuba           | 45-28     |
| 20.06 | 18:00 | Grecia         | - | Arabia Saudita | 31-22     |
| 21.06 | 15:30 | Arabia Saudita | - | Egipto         | 34-42     |
| 21.06 | 18:00 | Grecia         | - | Cuba           | 42-26     |
| 23.06 | 15:30 | Cuba           | - | Arabia Saudita | 27-28     |
| 23.06 | 18:00 | Egipto         | - | Grecia         | 36-30     |

## Copa Presidente
La Copa Presidente del XXII Campeonato Mundial de Balonmano Junior Masculino es un torneo que disputaron los equipos que quedaron en los últimos dos lugares de cada grupo de la primera fase y que sirve para establecer la clasificación de los puestos 17 a 32.

### Grupo I
| Equipo         | J | G | E | P | GF  | GC | DG  | PTS | Clasificación |
| -------------- | - | - | - | - | --- | -- | --- | --- | ------------- |
| Polonia        | 3 | 3 | 0 | 0 | 120 | 62 | +58 | 6   | 17-24 puesto  |
| Argelia        | 3 | 1 | 1 | 1 | 73  | 78 | -5  | 3   | 17-24 puesto  |
| Estados Unidos | 3 | 1 | 1 | 1 | 70  | 94 | -24 | 3   | 25-32 puesto  |
| Libia          | 3 | 0 | 0 | 3 | 60  | 99 | -29 | 0   | 25-32 puesto  |

- Resultados

| Fecha | Hora  | Partido¹       | Partido¹ | Partido¹       | Resultado |
| ----- | ----- | -------------- | -------- | -------------- | --------- |
| 25.06 | 13:15 | Polonia        | -        | Libia          | 37-17     |
| 25.06 | 15:45 | Argelia        | -        | Estados Unidos | 23-23     |
| 26.06 | 11:00 | Polonia        | -        | Argelia        | 36-23     |
| 26.06 | 13:15 | Estados Unidos | -        | Libia          | 25-24     |

- – Todos en Magdeburg.

### Grupo II
| Equipo     | J | G | E | P | GF  | GC  | DG  | PTS | Clasificación |
| ---------- | - | - | - | - | --- | --- | --- | --- | ------------- |
| Japón      | 3 | 3 | 0 | 0 | 111 | 77  | +34 | 6   | 17-24 puesto  |
| Kuwait     | 3 | 2 | 0 | 1 | 102 | 91  | +11 | 4   | 17-24 puesto  |
| Angola     | 3 | 1 | 0 | 2 | 101 | 98  | +3  | 2   | 25-32 puesto  |
| Costa Rica | 3 | 0 | 0 | 3 | 77  | 125 | -48 | 0   | 25-32 puesto  |

- Resultados

| Fecha | Hora  | Partido¹   | Partido¹ | Partido¹   | Resultado |
| ----- | ----- | ---------- | -------- | ---------- | --------- |
| 25.06 | 11:00 | Kuwait     | -        | Angola     | 38-26     |
| 25.06 | 13:15 | Japón      | -        | Costa Rica | 41-22     |
| 26.06 | 11:00 | Kuwait     | -        | Japón      | 23-37     |
| 26.06 | 13:15 | Costa Rica | -        | Angola     | 27-43     |

- – Todos en Hanover.

### Grupo III
| Equipo      | J | G | E | P | GF  | GC  | DG  | PTS | Clasificación |
| ----------- | - | - | - | - | --- | --- | --- | --- | ------------- |
| Noruega     | 3 | 3 | 0 | 0 | 115 | 77  | +38 | 6   | 17-24 puesto  |
| Eslovenia   | 3 | 2 | 0 | 1 | 103 | 88  | +15 | 4   | 17-24 puesto  |
| Argentina   | 3 | 1 | 0 | 2 | 103 | 83  | +20 | 2   | 25-32 puesto  |
| Groenlandia | 3 | 0 | 0 | 3 | 65  | 138 | -73 | 0   | 25-32 puesto  |

- Resultados

| Fecha | Hora  | Partido¹  | Partido¹ | Partido¹    | Resultado |
| ----- | ----- | --------- | -------- | ----------- | --------- |
| 25.06 | 12:45 | Noruega   | -        | Groenlandia | 47-21     |
| 25.06 | 15:00 | Eslovenia | -        | Argentina   | 30-29     |
| 26.06 | 12:45 | Noruega   | -        | Eslovenia   | 36-25     |
| 26.06 | 15:00 | Argentina | -        | Groenlandia | 43-21     |

- – Todos en Atenas.

### Grupo IV
| Equipo         | J | G | E | P | GF | GC | DG  | PTS | Clasificación |
| -------------- | - | - | - | - | -- | -- | --- | --- | ------------- |
| Marruecos      | 3 | 2 | 1 | 0 | 81 | 63 | +18 | 5   | 17-24 puesto  |
| Arabia Saudita | 3 | 2 | 0 | 1 | 68 | 78 | -10 | 4   | 17-24 puesto  |
| Cuba           | 3 | 0 | 2 | 1 | 76 | 77 | -1  | 2   | 25-32 puesto  |
| Chile          | 3 | 0 | 1 | 2 | 61 | 68 | -7  | 1   | 25-32 puesto  |

- Resultados

| Fecha | Hora  | Partido¹       | Partido¹ | Partido¹       | Resultado |
| ----- | ----- | -------------- | -------- | -------------- | --------- |
| 25.06 | 12:45 | Marruecos      | -        | Cuba           | 24-24     |
| 25.06 | 15:00 | Arabia Saudita | -        | Chile          | 19-18     |
| 26.06 | 12:45 | Marruecos      | -        | Arabia Saudita | 33-21     |
| 26.06 | 15:00 | Chile          | -        | Cuba           | 25-25     |

- – Todos en Atenas.

## Main Round
Los dos primeros de cada grupo en esta instancia les dio la clasificación hacia los cuartos de final mientras que el resto jugó por los puestos del 9º al 16º

### Grupo I
| Equipo   | J | G | E | P | GF  | GC  | DG  | PTS | Clasificación    |
| -------- | - | - | - | - | --- | --- | --- | --- | ---------------- |
| Alemania | 3 | 3 | 0 | 0 | 107 | 89  | +18 | 6   | Cuartos de final |
| Croacia  | 3 | 2 | 0 | 1 | 92  | 80  | +12 | 4   | Cuartos de final |
| Francia  | 3 | 1 | 0 | 2 | 92  | 80  | +9  | 2   | 9º-16º puesto    |
| Túnez    | 3 | 0 | 0 | 3 | 85  | 124 | -39 | 0   | 9º-16º puesto    |

- Resultados

| Fecha | Hora  | Partido¹ | Partido¹ | Partido¹ | Resultado |
| ----- | ----- | -------- | -------- | -------- | --------- |
| 25.06 | 18:15 | Croacia  | -        | Túnez    | 36-23     |
| 25.06 | 20:30 | Alemania | -        | Francia  | 30-29     |
| 26.06 | 18:15 | Francia  | -        | Túnez    | 42-31     |
| 26.06 | 20:30 | Croacia  | -        | Alemania | 29-31     |

- – Todos en Magdeburg.

### Grupo II
| Equipo      | J | G | E | P | GF | GC | DG  | PTS | Clasificación    |
| ----------- | - | - | - | - | -- | -- | --- | --- | ---------------- |
| Islas Feroe | 3 | 3 | 0 | 0 | 94 | 77 | +17 | 6   | Cuartos de final |
| Portugal    | 3 | 2 | 0 | 1 | 79 | 77 | +2  | 4   | Cuartos de final |
| España      | 3 | 1 | 0 | 2 | 98 | 89 | +9  | 2   | 9º-16º puesto    |
| Brasil      | 3 | 0 | 0 | 3 | 68 | 96 | -28 | 0   | 9º-16º puesto    |

- Resultados

| Fecha | Hora  | Partido¹    | Partido¹ | Partido¹    | Resultado |
| ----- | ----- | ----------- | -------- | ----------- | --------- |
| 25.06 | 15:45 | Portugal    | -        | España      | 33-31     |
| 25.06 | 18:00 | Islas Feroe | -        | Brasil      | 33-27     |
| 26.06 | 15:45 | Portugal    | -        | Islas Feroe | 19-27     |
| 26.06 | 18:00 | Brasil      | -        | España      | 22-36     |

- – Todos en Hanover.

### Grupo III
| Equipo    | J | G | E | P | GF | GC | DG  | PTS | Clasificación    |
| --------- | - | - | - | - | -- | -- | --- | --- | ---------------- |
| Hungría   | 3 | 3 | 0 | 0 | 89 | 75 | +14 | 6   | Cuartos de final |
| Dinamarca | 3 | 2 | 0 | 1 | 85 | 81 | +4  | 4   | Cuartos de final |
| Suecia    | 3 | 1 | 0 | 2 | 87 | 75 | +12 | 2   | 9º-16º puesto    |
| Baréin    | 3 | 0 | 0 | 3 | 60 | 90 | -30 | 0   | 9º-16º puesto    |

- Resultados

| Fecha | Hora  | Partido¹  | Partido¹ | Partido¹  | Resultado |
| ----- | ----- | --------- | -------- | --------- | --------- |
| 25.06 | 17:30 | Hungría   | -        | Baréin    | 27-21     |
| 25.06 | 19:45 | Suecia    | -        | Dinamarca | 26-29     |
| 26.06 | 17:30 | Hungría   | -        | Suecia    | 29-26     |
| 26.06 | 19:45 | Dinamarca | -        | Baréin    | 28-22     |

- – Todos en Atenas.

### Grupo IV
| Equipo   | J | G | E | P | GF | GC | DG  | PTS | Clasificación    |
| -------- | - | - | - | - | -- | -- | --- | --- | ---------------- |
| Islandia | 3 | 3 | 0 | 0 | 90 | 85 | +5  | 6   | Cuartos de final |
| Serbia   | 3 | 2 | 0 | 1 | 96 | 81 | +15 | 4   | Cuartos de final |
| Egipto   | 3 | 1 | 0 | 2 | 90 | 92 | -2  | 2   | 9º-16º puesto    |
| Grecia   | 3 | 0 | 0 | 3 | 81 | 99 | -18 | 0   | 9º-16º puesto    |

- Resultados

| Fecha | Hora  | Partido¹ | Partido¹ | Partido¹ | Resultado |
| ----- | ----- | -------- | -------- | -------- | --------- |
| 25.06 | 17:30 | Islandia | -        | Grecia   | 29-28     |
| 25.06 | 19:45 | Egipto   | -        | Serbia   | 26-33     |
| 26.06 | 17:30 | Islandia | -        | Egipto   | 29-28     |
| 26.06 | 19:45 | Serbia   | -        | Grecia   | 34-23     |

- – Todos en Atenas.

## Partidos de Clasificación 25.º al 32.º
Los equipos que terminaron tercer y cuarto lugar en los grupos de la Copa Presidente jugaron del 25.º al 32.º en dos juegos más cada uno.
Los ganadores de cada encuentro jugaran por los puestos del 25º al 28º, mientras que los perdedores jugaran por los puestos 29º a 32º

### 25.º a 32.º
| Fecha | Hora  | Partido¹       | Partido¹ | Partido¹    | Resultado |
| ----- | ----- | -------------- | -------- | ----------- | --------- |
| 28.06 | 11:00 | Chile          | -        | Argentina   | 20-31     |
| 28.06 | 13:00 | Cuba           | -        | Groenlandia | 47-13     |
| 28.06 | 15:45 | Estados Unidos | -        | Costa Rica  | 25-23     |
| 28.06 | 18:00 | Libia          | -        | Angola      | 24-32     |

### 25.º a 28.º
| Fecha | Hora  | Partido¹       | Partido¹ | Partido¹ | Resultado |
| ----- | ----- | -------------- | -------- | -------- | --------- |
| 29.06 | 13:00 | Argentina      | -        | Cuba     | 43-30     |
| 29.06 | 18:00 | Estados Unidos | -        | Angola   | 26-33     |

### Puestos 29.º a 32.º
| Fecha | Hora  | Partido¹ | Partido¹ | Partido¹    | Resultado |
| ----- | ----- | -------- | -------- | ----------- | --------- |
| 29.06 | 11:00 | Chile    | -        | Groenlandia | 27-18     |
| 29.06 | 15:45 | Libia    | -        | Costa Rica  | 35-32     |

## Partidos de Clasificación 17.º a 24.º
Los equipos que terminaron primero y segundo en los grupos de la Copa Presidente jugaron del 17.º al 24.º en dos juegos más cada uno.
Los ganadores de cada encuentro jugaran por los puestos del 17º al 20º, mientras que los perdedores jugaran por los puestos 21º a 24º

### 17.º a 24.º
| Fecha | Hora  | Partido¹  | Partido¹ | Partido¹       | Resultado |
| ----- | ----- | --------- | -------- | -------------- | --------- |
| 28.06 | 11:00 | Polonia   | -        | Kuwait         | 27-21     |
| 28.06 | 13:15 | Argelia   | -        | Japón          | 30-37     |
| 28.06 | 15:00 | Noruega   | -        | Arabia Saudita | 35-22     |
| 28.06 | 17:00 | Eslovenia | -        | Marruecos      | 39-21     |

### 17º a 24.º
| Fecha | Hora  | Partido¹ | Partido¹ | Partido¹  | Resultado |
| ----- | ----- | -------- | -------- | --------- | --------- |
| 29.06 | 13:15 | Polonia  | -        | Japón     | 28-22     |
| 29.06 | 18:00 | Noruega  | -        | Eslovenia | 28-24     |

### Puestos 21.º a 24.º
| Fecha | Hora  | Partido¹       | Partido¹ | Partido¹  | Resultado |
| ----- | ----- | -------------- | -------- | --------- | --------- |
| 29.06 | 11:00 | Kuwait         | -        | Argelia   | 27-36     |
| 29.06 | 15:45 | Arabia Saudita | -        | Marruecos | 25-20     |

## Partidos de Clasificación 9º a 16º
Los equipos que ocuparon el tercer y cuarto lugar en los grupos de la ronda principal jugaron del puesto 9º al 16º en dos juegos más.
Los ganadores de cada encuentro jugaran por los puestos del 9º al 12º, mientras que los perdedores jugaran por los puestos 13º a 16º

### 9º a 16º
| Fecha | Hora  | Partido¹ | Partido¹ | Partido¹ | Resultado |
| ----- | ----- | -------- | -------- | -------- | --------- |
| 28.06 | 10:45 | Francia  | -        | Brasil   | 35-21     |
| 28.06 | 13:00 | Túnez    | -        | España   | 29-40     |
| 28.06 | 19:00 | Suecia   | -        | Grecia   | 39-29     |
| 28.06 | 17:00 | Baréin   | -        | Egipto   | 39-21     |

### 9º a 12º
| Fecha | Hora  | Partido¹ | Partido¹ | Partido¹ | Resultado |
| ----- | ----- | -------- | -------- | -------- | --------- |
| 29.06 | 11:00 | Francia  | -        | España   | 36-42     |
| 29.06 | 21:00 | Suecia   | -        | Egipto   | 35-37     |

### Puestos 13º a 16º
| Fecha | Hora  | Partido¹ | Partido¹ | Partido¹ | Resultado |
| ----- | ----- | -------- | -------- | -------- | --------- |
| 29.06 | 09:00 | Brasil   | -        | Túnez    | 23-26     |
| 29.06 | 19:00 | Grecia   | -        | Baréin   | 20-38     |

## Fase Final
|  | Cuartos de final | Cuartos de final |          |          | Semifinales | Semifinales |        |              | Final        | Final      |  |
|  | 29 de Junio      | 29 de Junio      |          |          | 1 de Julio  | 1 de Julio  |        |              | 2 de Julio   | 2 de Julio |  |
|  |                  |                  |          |          |             |             |        |              |              |            |  |
|  |                  |                  |          |          |             |             |        |              |              |            |  |
|  | Alemania         | 31               |          |          |             |             |        |              |              |            |  |
|  | Alemania         | 31               |          |          |             |             |        |              |              |            |  |
|  | Dinamarca        | 26               |          |          |             |             |        |              |              |            |  |
|  | Dinamarca        | 26               |          | Alemania | 40          |             |        |              |              |            |  |
|  |                  |                  |          | Alemania | 40          |             |        |              |              |            |  |
|  |                  |                  | Serbia   | 30       |             |             |        |              |              |            |  |
|  | Islas Feroe      | 27               | Serbia   | 30       |             |             |        |              |              |            |  |
|  | Islas Feroe      | 27               |          |          |             |             |        |              |              |            |  |
|  | Serbia           | 30               |          |          |             |             |        |              |              |            |  |
|  | Serbia           | 30               |          |          |             |             |        | Alemania     | 30           |            |  |
|  |                  |                  |          |          |             |             |        | Alemania     | 30           |            |  |
|  |                  |                  | Hungría  | 23       |             |             |        |              |              |            |  |
|  | Hungría          | 28               | Hungría  | 23       |             |             |        |              |              |            |  |
|  | Hungría          | 28               |          |          |             |             |        |              |              |            |  |
|  | Croacia          | 23               |          |          |             |             |        |              |              |            |  |
|  | Croacia          | 23               |          | Hungría  | 37          |             |        | Tercer lugar | Tercer lugar |            |  |
|  |                  |                  |          | Hungría  | 37          |             |        | Tercer lugar | Tercer lugar |            |  |
|  |                  |                  | Islandia | 30       |             |             |        |              |              |            |  |
|  | Islandia         | 32               | Islandia | 30       |             |             | Serbia | 23           |              |            |  |
|  | Islandia         | 32               |          |          |             |             | Serbia | 23           |              |            |  |
|  | Portugal         | 28               |          |          |             |             |        |              | Islandia     | 27         |  |
|  | Portugal         | 28               |          |          |             |             |        |              | Islandia     | 27         |  |
|  |                  |                  |          |          |             |             |        |              |              |            |  |

### Llave del puesto 5º al 8º
|  | Semifinales 5.º al 8.º | Semifinales 5.º al 8.º |          |           | 5.º puesto   | 5.º puesto   |  |
|  |                        |                        |          |           |              |              |  |
|  |                        |                        |          |           |              |              |  |
|  | Dinamarca              | 26                     |          |           |              |              |  |
|  | Dinamarca              | 26                     |          |           |              |              |  |
|  | Islas Feroe            | 23                     |          |           |              |              |  |
|  | Islas Feroe            | 23                     |          | Dinamarca | 30           |              |  |
|  |                        |                        |          | Dinamarca | 30           |              |  |
|  |                        |                        | Portugal | 25        |              |              |  |
|  | Croacia                | 32                     | Portugal | 25        |              |              |  |
|  | Croacia                | 32                     |          |           |              |              |  |
|  | Portugal               | 36                     |          |           | Tercer lugar | Tercer lugar |  |
|  | Portugal               | 36                     |          |           | Tercer lugar | Tercer lugar |  |
|  |                        |                        |          |           |              |              |  |
|  |                        |                        |          |           | Islas Feroe  | 31           |  |
|  |                        |                        |          |           | Islas Feroe  | 31           |  |
|  |                        |                        |          |           | Croacia      | 27           |  |
|  |                        |                        |          |           | Croacia      | 27           |  |
|  |                        |                        |          |           |              |              |  |

### Cuartos de final
| Fecha | Hora  | Partido¹    | Partido¹ | Partido¹  | Resultado |
| ----- | ----- | ----------- | -------- | --------- | --------- |
| 29.06 | 13:15 | Islas Feroe | -        | Serbia    | 27-30     |
| 29.06 | 15:45 | Islandia    | -        | Portugal  | 32-28     |
| 29.06 | 18:30 | Hungría     | -        | Croacia   | 28-23     |
| 29.06 | 21:00 | Alemania    | -        | Dinamarca | 31-26     |

### Semifinales
| Fecha | Hora  | Partido¹ | Partido¹ | Partido¹ | Resultado |
| ----- | ----- | -------- | -------- | -------- | --------- |
| 01.07 | 15:30 | Hungría  | -        | Islandia | 37-30     |
| 01.07 | 20:30 | Alemania | -        | Serbia   | 40-30     |

### Tercer lugar
| Fecha | Hora  | Partido¹ | Partido¹ | Partido¹ | Resultado |
| ----- | ----- | -------- | -------- | -------- | --------- |
| 02.07 | 15:30 | Serbia   | -        | Islandia | 23-27     |

### Final
| Fecha | Hora  | Partido¹ | Partido¹ | Partido¹ | Resultado |
| ----- | ----- | -------- | -------- | -------- | --------- |
| 02.07 | 18:00 | Alemania | -        | Hungría  | 30-23     |

### Partidos de clasificación
5.º a 8.º lugar
| Fecha | Hora  | Partido¹  | Partido¹ | Partido¹    | Resultado |
| ----- | ----- | --------- | -------- | ----------- | --------- |
| 01.07 | 10:00 | Dinamarca | -        | Islas Feroe | 26-23     |
| 01.07 | 12:30 | Croacia   | -        | Portugal    | 32-36     |

Séptimo lugar
| Fecha | Hora  | Partido¹    | Partido¹ | Partido¹ | Resultado |
| ----- | ----- | ----------- | -------- | -------- | --------- |
| 02.07 | 10:00 | Islas Feroe | -        | Croacia  | 31-27     |

Quinto lugar
| Fecha | Hora  | Partido¹  | Partido¹ | Partido¹ | Resultado |
| ----- | ----- | --------- | -------- | -------- | --------- |
| 02.07 | 18:00 | Dinamarca | -        | Portugal | 30-23     |

## Clasificación general
| Posición | Equipo         |
| -------- | -------------- |
|          | Alemania       |
|          | Hungría        |
|          | Islandia       |
| 4        | Serbia         |
| 5        | Dinamarca      |
| 6        | Portugal       |
| 7        | Islas Feroe    |
| 8        | Croacia        |
| 9        | España         |
| 10       | Egipto         |
| 11       | Francia        |
| 12       | Suecia         |
| 13       | Baréin         |
| 14       | Túnez          |
| 15       | Grecia         |
| 16       | Brasil         |
| 17       | Polonia        |
| 18       | Noruega        |
| 19       | Japón          |
| 20       | Eslovenia      |
| 21       | Arabia Saudita |
| 22       | Argelia        |
| 23       | Marruecos      |
| 24       | Kuwait         |
| 25       | Argentina      |
| 26       | Angola         |
| 27       | Estados Unidos |
| 28       | Cuba           |
| 29       | Chile          |
| 30       | Libia          |
| 31       | Costa Rica     |
| 32       | Groenlandia    |

## Estadísticas

### Máximos goleadores
| Núm. | Nombre                      | Selección   | Goles | Tiros | %   | Partidos jugados |
| ---- | --------------------------- | ----------- | ----- | ----- | --- | ---------------- |
| 1    | Titi Pro                    | Japón       | 55    | 94    | 55% | 7                |
| 1    | Elias Ellefsen á Skipagøtu  | Islas Feroe | 55    | 91    | 60% | 8                |
| 3    | Miloš Kos                   | Serbia      | 50    | 88    | 57% | 8                |
| 4    | Kasper Palmar               | Suecia      | 49    | 77    | 64% | 7                |
| 5    | Maiko Antono Vazquez Aballí | Cuba        | 48    | 81    | 59% | 7                |
| 6    | Martin Nicolas Jung         | Argentina   | 47    | 75    | 63% | 7                |
| 6    | André Sousa                 | Portugal    | 47    | 74    | 64% | 8                |
| 8    | Saif Aldawani               | Kuwait      | 46    | 81    | 57% | 7                |
| 9    | Mattéo Fadhuile             | Francia     | 44    | 60    | 73% | 7                |
| 9    | Mohamed Rabia               | Egipto      | 44    | 65    | 68% | 7                |

Fuente: 

### Mejores Porteros
| Núm. | Nombre               | Equipo      | Paradas | Tiros | %   | Partidos jugados |
| ---- | -------------------- | ----------- | ------- | ----- | --- | ---------------- |
| 1    | Gonzalo Guerra Testa | Argentina   | 35      | 88    | 40% | 7                |
| 2    | Jakub Ałaj           | Polonia     | 40      | 101   | 40% | 7                |
| 3    | Quentin Hulot        | Francia     | 7       | 18    | 39% | 1                |
| 4    | Hans Gran            | Noruega     | 15      | 39    | 38% | 2                |
| 5    | Alexander Linden     | Suecia      | 63      | 166   | 38% | 7                |
| 6    | Luka Krivokapic      | Serbia      | 93      | 256   | 36% | 8                |
| 7    | Aleksandar Lacok     | Islas Feroe | 40      | 112   | 36% | 8                |
| 8    | David Späth          | Alemania    | 57      | 161   | 35% | 7                |
| 9    | Marko Mrdovic        | Serbia      | 12      | 34    | 35% | 3                |
| 10   | Yousef Gharor        | Libia       | 7       | 20    | 35% | 1                |

Fuente: 

### Equipo ideal
- Mejor jugador del campeonato —MVP—: Nils Lichtlein ( Alemania).

| Posición          | Nombre                     | País        |
| ----------------- | -------------------------- | ----------- |
| Portero           | David Späth                | Alemania    |
| Extremo derecho   | Kristófer Máni Jónasson    | Islandia    |
| Extremo izquierdo | Pedro Oliveira             | Portugal    |
| Pivote            | Justus Fischer             | Alemania    |
| Central           | Elias Ellefsen Á Skipagotu | Islas Feroe |
| Lateral derecho   | Zoran Ilic                 | Hungría     |
| Lateral izquierdo | Miloš Kos                  | Serbia      |

Fuente: 
| Predecesor: España 2019 | Mundial de Balonmano Junior · XXIII edición Grecia y Alemania 2023 | Sucesor: - |